# Marcador tumoral
Els  marcadors tumorals  són una sèrie de substàncies que poden detectar-se en la sang, l'orina o altres teixits de l'organisme i la presència en una concentració superior a determinat nivell pot indicar l'existència d'un càncer. Encara que una concentració anormal d'un marcador tumoral pugui suggerir la presència de càncer, això, per si mateix, no és suficient per diagnosticar. Generalment la seva utilitat es redueix a sospitar el diagnòstic o valorar l'evolució d'un tumor detectat per altres procediments.
La major part dels marcadors tumorals poden ser produïts també per les cèl·lules normals, per la qual cosa de vegades hi ha falsos positius. A més algunes malalties no canceroses provoquen que els nivells de certs marcadors tumorals s'incrementin. En altres ocasions el resultat del test és negatius i no obstant això hi ha un tumor maligne (fals negatiu). La interpretació del resultat tant positiu com negatiu per a un determinat marcador tumoral pot arribar a revestir gran complexitat, de manera que és imprescindible l'assessorament mèdic.

## Classificació
Les substàncies que es poden emprar com a marcadors tumorals són molt heterogènies des del punt de vista bioquímic i poden classificar-se en els següents grups:
- Antígens oncofetals com l'antigen carcinoembrionari, alfa-fetoproteïna i gonadotropina coriònica humana.
- Glicoproteïnes com l'antigen prostàtic específic, el CA 125, CA19-9, CA 15-3, i CA72.4
- Enzims com la lactat deshidrogenasa (LDH) i fosfatasa alcalina.
- Hormones com les catecolamines.
- Proteïnes com la tiroglobulina.

## Antigen carcinoembrionari
Primitivament es va observar que era produïda per tumors gastrointestinals com càncer de còlon i càncer de pàncrees. Posteriors investigacions van mostrar que també era produïda en casos de càncer de pulmó, càncer de mama, cirrosi hepàtica, malaltia pulmonar obstructiva crònica, malaltia de Crohn i moltes altres patologies.
Per a un pacient prèviament diagnosticat d'un tumor gastrointestinal, l'augment brusc del nivell de l'antigen carcinoembrionario en sang pot indicar recurrència de la malaltia.

## Antigen prostàtic específic
L'antigen prostàtic específic és una proteïna enzimàtica anomenada serina proteasa que actua com a anticoagulant per a mantenir l'semen líquid. En condicions normals només petites quantitats escapen a la sang. L'elevació dels nivells sanguinis de l'antigen prostàtic específic pot indicar la presència d'un càncer de pròstata, prostatitis o hipertròfia benigna de pròstata.